# Гіпотеза про два потоки опрацювання зорової інформації
Гіпо́теза про два пото́ки опрацюва́ння зорово́ї інформа́ції — припущення існування в корі мозку двох потоків опрацювання інформації — вентрального і дорсального. Гіпотезу висунув 1983 року нейропсихолог Мишкін зі співавторами.

## Суть гіпотези
Мишкін з колегами висунули гіпотезу, що в корі головного мозку є два анатомічно і функціонально різних шляхи для опрацювання двох видів зорової інформації — просторової (канал для опрацювання цього виду інформації він назвав системою «Де?») і предметної (відповідно, система «Що?»). До такого припущення його привели експерименти на макаках резусах із ушкодженнями різних ділянок кори головного мозку. Так, при ушкодженні нижньої скроневої ділянки мавпа не могла розрізняти об'єкти, наявні в полі зору, тоді як при ушкодженні тім'яних ділянок тварина не визначала просторового положення.

## Анатомічна будова
Опрацювання зорової інформації в головному мозку починається в первинній зоровій корі. Після первинного опрацювання інформація передається у вторинну зорову кору (престріарна кора). Саме в ній (поле V2) беруть початок два анатомічно різних канали, які продовжуються далі в третинній зоровій корі (також ділянка престріарної кори). Потім, інформація з вентрального потоку (система «Що?») переходить у нижню скроневу ділянку. Дорсальним потоком (система «Де?») інформація проходить у задню тім'яну кору.
М. Мишкін також зазначає, що важливою складовою системи вентрального та дорсального потоків є синтез зорової інформації з них у лобових частках, куди інформація надходить за допомогою різних компонентів лімбічної системи.

## Функції вентрального та дорсального потоків
Вентральний потік (система «Що?») закінчується в нижній скроневій корі, яка, як відомо, тісно пов'язана з функціонуванням пам'яті (зокрема, через наявність зв'язків із гіпокампом та іншими ділянками кори, пов'язаними з пам'яттю — наприклад, з енторинальною корою). Як в оригінальних дослідженнях М. Мишкіна, так і згідно з клінічними даними, ушкодження нижньої скроневої кори ведуть до порушень упізнавання зорових об'єктів, що підтверджує гіпотезу.
Дорсальний потік (система «Де?») відповідає за сприйняття просторового положення об'єктів зорового поля, що також підтверджено експериментальними даними, отриманими після штучного руйнування тім'яної кори.